# Янковський Пилип Олегович
Пилип Олегович Янковський (рос. Фили́пп Оле́гович Янко́вский; * 10 жовтня 1968, Саратов, РРФСР, СРСР) — радянський і російський актор, кінорежисер, кінопродюсер. Син російського актора Олега Янковського.

## Біографія
Народився в родині акторів Олега Янковського та Людмили Зоріної.
Закінчив Школу-студію МХАТ (1990, майстерня Олега Табакова). У тому ж році вступив до ВДІКу на режисерський факультет (майстерня Володимира Наумова).
Знімається в кіно з дитинства (фільми: «Дзеркало» (1974), «Під кам'яним небом» (1974); «Сентиментальна подорож на картоплю» (1986). Зіграв епізод в українській кінострічці «Філер» (1987).
Поставив ряд музичних кліпів, кінокартини «В авіарусі» (1992), «У русі» (2002) та ін.

## Фільмографія

### Акторські роботи
- «Дзеркало» (1974)
- «Під кам'яним небом» (1974);
- «Сентиментальна подорож на картоплю» (1986)
- «Філер» (1987, епізод; Кіностудія ім. О. Довженка)
- «Афганський злам» (1991)
- «Зона Любе» (1994)
- «День повнолуння» (1997)
- «Бременські музиканти & Co» (2000)
- «Годинник без стрілок» (2001)
- «Статський радник» (2005)
- «Распутін» (2011)
- «Кохання з акцентом» (2012)
- «Три мушкетери» (2013)
- «Гетери майора Соколова» (2013)
- «Іван Денисович» (2021, Іван Денисович)
- «Монастир» (2022, т.с) та ін.

### Режисер-постановник
- «У русі» (2002)
- «Статський радник» (2005)
- «Меченосець» (2006)
- «Кам'яна довбешка» (2008)